# Svenska cupen i fotboll 1975/1976
Svenska cupen 1975/1976 var den tjugoförsta säsongen av Svenska cupen. Tävlingen avslutades med final på Landskrona IP respektive Råsunda. AIK vann finalen med 3–0 mot Landskrona BoIS efter omspel. Första finalmatchen slutade 1-1.

## Matcher

### Omgång 1
| Lag 1           | Resultat | Lag 2           |
| IFK Göteborg    | 3–1      | Örebro SK       |
| IFK Eskilstuna  | 1–2      | Landskrona BOIS |
| IFK Sundsvall   | 2-3      | Djurgårdens IF  |
| AIK             | 4–1      | Åtvidabergs FF  |
| Brynäs          | 3–2      | IF Elfsborg     |
| Öster IF        | 0–4      | IFK Norrköping  |
| Kalmar FF       | 2-3      | Malmö FF        |
| Helsingborgs IF | 3-6      | Hammarby IF     |

| 1 | 1 november 1975 | IFK Göteborg                                             | 3 – 1   | Örebro SK           |                                           |                                           |
|   |                 | Torbjörn Nilsson 21′ Ove Kindvall 64′ Reine Olausson 66′ | (1 – 0) | 58′Tore Lennartsson | Publik: 5 085 Domare: Bo Pettersson, Åmål | Publik: 5 085 Domare: Bo Pettersson, Åmål |
|   |                 |                                                          |         |                     | Publik: 5 085 Domare: Bo Pettersson, Åmål | Publik: 5 085 Domare: Bo Pettersson, Åmål |
|   |                 |                                                          |         |                     | Publik: 5 085 Domare: Bo Pettersson, Åmål | Publik: 5 085 Domare: Bo Pettersson, Åmål |

| 2 | 1 november 1975 | IFK Eskilstuna                       | 1 – 2   | Landskrona BOIS   |                                                |                                                |
|   |                 | Per Björkman 3′ Tommy Gustafsson 65′ | (1 – 1) | 20′ Bo Augustsson | Publik: 1 454 Domare: Rolf Eriksson, Stockholm | Publik: 1 454 Domare: Rolf Eriksson, Stockholm |
|   |                 |                                      |         |                   | Publik: 1 454 Domare: Rolf Eriksson, Stockholm | Publik: 1 454 Domare: Rolf Eriksson, Stockholm |
|   |                 |                                      |         |                   | Publik: 1 454 Domare: Rolf Eriksson, Stockholm | Publik: 1 454 Domare: Rolf Eriksson, Stockholm |

| 3 | 1 november 1975 | IFK Sundsvall                      | 2 – 3   | Djurgårdens IF                             |                                                 |                                                 |
|   |                 | Olle Nordin 52′ Hans Andersson 70′ | (0 – 0) | 59′ Curt Olsberg 74′, 78′ Kjell Samuelsson | Publik: 884 Domare: Lars-Åke Persson, Härnösand | Publik: 884 Domare: Lars-Åke Persson, Härnösand |
|   |                 |                                    |         |                                            | Publik: 884 Domare: Lars-Åke Persson, Härnösand | Publik: 884 Domare: Lars-Åke Persson, Härnösand |
|   |                 |                                    |         |                                            | Publik: 884 Domare: Lars-Åke Persson, Härnösand | Publik: 884 Domare: Lars-Åke Persson, Härnösand |

| 4 | 1 november 1975 | AIK                                                             | 4 – 1   | Åtvidabergs FF |                                       |                                       |
|   |                 | Crister Andersson 8′, 86′ Jan Olsson 12′ (sjm.) Göran Åberg 80′ | (2 – 1) | 28′Ove Eklund  | Publik: 713 Domare: Bo Helen, Uppsala | Publik: 713 Domare: Bo Helen, Uppsala |
|   |                 |                                                                 |         |                | Publik: 713 Domare: Bo Helen, Uppsala | Publik: 713 Domare: Bo Helen, Uppsala |
|   |                 |                                                                 |         |                | Publik: 713 Domare: Bo Helen, Uppsala | Publik: 713 Domare: Bo Helen, Uppsala |

| 5 | 1 november 1975 | Helsingborgs IF                                          | 3 – 6 (e.fl.) | Hammarby IF                                                            |                                                   |                                                   |
|   |                 | Benny Johansen 32′ Lars Bengtsson 89′ Tom Johansson 114′ | (1 – 0)       | 78′, 94′, 98′ Billy Ohlsson 83′, 108′ Mats Werner 116′ Kenneth Ohlsson | Publik: 996 Domare: Sten Carlund, Västra Frölunda | Publik: 996 Domare: Sten Carlund, Västra Frölunda |
|   |                 |                                                          |               |                                                                        | Publik: 996 Domare: Sten Carlund, Västra Frölunda | Publik: 996 Domare: Sten Carlund, Västra Frölunda |
|   |                 |                                                          |               |                                                                        | Publik: 996 Domare: Sten Carlund, Västra Frölunda | Publik: 996 Domare: Sten Carlund, Västra Frölunda |

| 6 | 1 november 1975 | Kalmar FF           | 2 – 3 (e.fl.) | Malmö FF                                                | Fredriksskans                                    |                                                  |
|   |                 | Bo Nilmert 59′, 67′ | (0 – 1)       | 45′ Tore Cervin 65′ Thomas Sjöberg 116′ Conny Andersson | Publik: 6 086 Domare: Erik Fredriksson, Tidaholm | Publik: 6 086 Domare: Erik Fredriksson, Tidaholm |
|   |                 |                     |               |                                                         | Publik: 6 086 Domare: Erik Fredriksson, Tidaholm | Publik: 6 086 Domare: Erik Fredriksson, Tidaholm |
|   |                 |                     |               |                                                         | Publik: 6 086 Domare: Erik Fredriksson, Tidaholm | Publik: 6 086 Domare: Erik Fredriksson, Tidaholm |

| 7 | 1 november 1975 | Östers IF | 0 – 4   | IFK Norrköping                                    |                                           |                                           |
|   |                 |           | (0 – 1) | 2′, 62′ Christer Norblad 70′, 88′ Pär-Olof Olsson | Publik: 898 Domare: Kjell Johansson, Holm | Publik: 898 Domare: Kjell Johansson, Holm |
|   |                 |           |         |                                                   | Publik: 898 Domare: Kjell Johansson, Holm | Publik: 898 Domare: Kjell Johansson, Holm |
|   |                 |           |         |                                                   | Publik: 898 Domare: Kjell Johansson, Holm | Publik: 898 Domare: Kjell Johansson, Holm |

| 8 | 1 november 1975 | Brynäs                                                      | 3 – 2   | IF Elfsborg                                 |                                                   |                                                   |
|   |                 | Björn Pettersson 46′ Peter Henriksson 67′ Stefan Lundin 69′ | (0 – 2) | 16′ Thomas Johansson 29′ Christer Hellqvist | Publik: 319 Domare: Sven-Erik Grönlund, Kvissleby | Publik: 319 Domare: Sven-Erik Grönlund, Kvissleby |
|   |                 |                                                             |         |                                             | Publik: 319 Domare: Sven-Erik Grönlund, Kvissleby | Publik: 319 Domare: Sven-Erik Grönlund, Kvissleby |
|   |                 |                                                             |         |                                             | Publik: 319 Domare: Sven-Erik Grönlund, Kvissleby | Publik: 319 Domare: Sven-Erik Grönlund, Kvissleby |

### Kvartsfinal
| Lag 1           | Resultat | Lag 2          |
| Djurgårdens IF  | 4–2      | Brynäs IF      |
| Malmö FF        | 2–1      | IFK Göteborg   |
| Landskrona Bois | 1–0      | IFK Norrköping |
| AIK             | 1–2      | Hammarby IF    |

| 9 | 8 november 1975 | Djurgårdens IF                                                              | 4 – 2 (e.fl.) | Brynäs IF                             |                                              |                                              |
|   |                 | Curt Olsberg 31′ Kjell Samuelsson 42′ Håkan Stenbäck 66′ Kjell Karlsson 70′ | (2 – 2)       | 14′ Don Andersson 33′Björn Pettersson | Publik: 137 Domare: Sven Jonsson, Hudiksvall | Publik: 137 Domare: Sven Jonsson, Hudiksvall |
|   |                 |                                                                             |               |                                       | Publik: 137 Domare: Sven Jonsson, Hudiksvall | Publik: 137 Domare: Sven Jonsson, Hudiksvall |
|   |                 |                                                                             |               |                                       | Publik: 137 Domare: Sven Jonsson, Hudiksvall | Publik: 137 Domare: Sven Jonsson, Hudiksvall |

| 10 | 8 november 1975 | Malmö FF                            | 2 – 1 (e.fl.) | IFK Göteborg      |                                                |                                                |
|    |                 | Thomas Sjöberg 66′ Tore Cervin 117′ | (0 – 0)       | 69′Eddy Magnusson | Publik: 2 799 Domare: Rolf Eriksson, Stockholm | Publik: 2 799 Domare: Rolf Eriksson, Stockholm |
|    |                 |                                     |               |                   | Publik: 2 799 Domare: Rolf Eriksson, Stockholm | Publik: 2 799 Domare: Rolf Eriksson, Stockholm |
|    |                 |                                     |               |                   | Publik: 2 799 Domare: Rolf Eriksson, Stockholm | Publik: 2 799 Domare: Rolf Eriksson, Stockholm |

| 11 | 8 november 1975 | Landskrona Bois      | 1 – 0   | IFK Norrköping |                                              |                                              |
|    |                 | Tommy Gustafsson 89′ | (0 – 0) |                | Publik: 769 Domare: Lars-Åke Björk, Partille | Publik: 769 Domare: Lars-Åke Björk, Partille |
|    |                 |                      |         |                | Publik: 769 Domare: Lars-Åke Björk, Partille | Publik: 769 Domare: Lars-Åke Björk, Partille |
|    |                 |                      |         |                | Publik: 769 Domare: Lars-Åke Björk, Partille | Publik: 769 Domare: Lars-Åke Björk, Partille |

| 12 | 8 november 1975 | AIK                                 | 2 – 1   | Hammarby IF        |                                      |                                      |
|    |                 | Göran Åberg 32′ Rolf Zetterlund 75′ | (1 – 0) | 88′ Thomas Sjöberg | Publik: 1 460 Domare: K.-G. Björkman | Publik: 1 460 Domare: K.-G. Björkman |
|    |                 |                                     |         |                    | Publik: 1 460 Domare: K.-G. Björkman | Publik: 1 460 Domare: K.-G. Björkman |
|    |                 |                                     |         |                    | Publik: 1 460 Domare: K.-G. Björkman | Publik: 1 460 Domare: K.-G. Björkman |

### Semifinal
| Lag 1           | Resultat   | Lag 2          |
| AIK             | 2–1        | Malmö FF       |
| Landskrona Bois | 2–1 (e.f.) | Djurgårdens IF |

| 13 | 6 april 1976 | AIK                              | 2 – 1   | Malmö FF             | Råsunda                                                   |                                                           |
|    |              | Yngve Leback 6′ Börje Leback 18′ | (2 – 0) | 35′ Anders Ljungberg | Solna Publik: 1 593 Domare: Sven-Åke Tannerstig, Västerås | Solna Publik: 1 593 Domare: Sven-Åke Tannerstig, Västerås |
|    |              |                                  |         |                      | Solna Publik: 1 593 Domare: Sven-Åke Tannerstig, Västerås | Solna Publik: 1 593 Domare: Sven-Åke Tannerstig, Västerås |
|    |              |                                  |         |                      | Solna Publik: 1 593 Domare: Sven-Åke Tannerstig, Västerås | Solna Publik: 1 593 Domare: Sven-Åke Tannerstig, Västerås |

| 14 | 7 april 1975 | Landskrona Bois                                 | 2 – 1 (e.fl.) | Djurgårdens IF |                                                             |                                                             |
|    |              | Sonny Johansson 46′ Ronny Sörensson 110′ (str.) | (0 – 1)       | 13′Sven Krantz | Stockholm Publik: 1 719 Domare: Torsten Gustavsson, Ljungby | Stockholm Publik: 1 719 Domare: Torsten Gustavsson, Ljungby |
|    |              |                                                 |               |                | Stockholm Publik: 1 719 Domare: Torsten Gustavsson, Ljungby | Stockholm Publik: 1 719 Domare: Torsten Gustavsson, Ljungby |
|    |              |                                                 |               |                | Stockholm Publik: 1 719 Domare: Torsten Gustavsson, Ljungby | Stockholm Publik: 1 719 Domare: Torsten Gustavsson, Ljungby |

### Final
| Lag 1 | Resultat | Lag 2           |
| AIK   | 3–0      | Landskrona Bois |

| 15 | 27 maj 1976 | Landskrona Bois     | 1 – 1   | AIK                 | Landskrona IP                                          |                                                        |
|    |             | Sonny Johansson 81′ | (0 – 1) | 81′ Göran Göransson | Landskrona Publik: 3 340 Domare: Kjell Johansson, Holm | Landskrona Publik: 3 340 Domare: Kjell Johansson, Holm |
|    |             |                     |         |                     | Landskrona Publik: 3 340 Domare: Kjell Johansson, Holm | Landskrona Publik: 3 340 Domare: Kjell Johansson, Holm |
|    |             |                     |         |                     | Landskrona Publik: 3 340 Domare: Kjell Johansson, Holm | Landskrona Publik: 3 340 Domare: Kjell Johansson, Holm |

| 16 | 30 maj 1976 | AIK                                                     | 3 – 0   | Landskrona Bois | Råsunda                                                   |                                                           |
|    |             | Rolf Zetterlund 20′ Sven Dahlkvist 45′ Yngve Leback 84′ | (2 – 0) |                 | Stockholm Publik: 1 715 Domare: Arne Axelsson, Skärblacka | Stockholm Publik: 1 715 Domare: Arne Axelsson, Skärblacka |
|    |             |                                                         |         |                 | Stockholm Publik: 1 715 Domare: Arne Axelsson, Skärblacka | Stockholm Publik: 1 715 Domare: Arne Axelsson, Skärblacka |
|    |             |                                                         |         |                 | Stockholm Publik: 1 715 Domare: Arne Axelsson, Skärblacka | Stockholm Publik: 1 715 Domare: Arne Axelsson, Skärblacka |